# 嘘つきくすりゆび
『嘘つきくすりゆび』（うそつきくすりゆび）は、杉山美和子による日本の漫画作品。『Sho-Comi』（小学館）にて、2010年11号から同年13号まで掲載された。単行本は全1巻。

## 概要
サブタイトルは「〜彼は冷たい花〜」。
杉山美和子が『Sho-Comi』へ移籍後、初の連載であり、短期連載作品。
“スクールリング”を題材としたストーリーであり、このリングと作中での“ジンクス”、また舞台となる学校は、次作の『花にけだもの』でも登場している。
当初タイトルは片仮名4文字で「カレハナ」とする予定だったが、『嘘つきくすりゆび』となった。

## ストーリー
――彼のまわりだけ空気が違った。彼は冷たい花のような人でした。
主人公二子川えみは蓮高に入学し、ずっと憧れていた“スクールリング”を何より大切にしていた。
しかし朝のラッシュの通学電車の中、人にぶつかってしまい、えみのスクールリングは指から外れてしまう。慌てて拾おうとするが、人ごみで拾えないえみの代わりにリングを拾ったのは同じ学校へ通う矢野律花だった。

## 登場人物
二子川えみ（にこがわ えみ）
通称「ニコ」。スクールリングとそのジンクス、「好きな人と交換するとその恋は永遠に続く」という伝説を信じており、憧れの蓮高に入学したばかりの高校1年生。冷たい人だと思っていた律花の優しさに触れて...?
矢野律花（やの りつか）
クールで冷たい性格から学校では「絶対零度の律花(ゼロリツ)」と言われている。ニコのリングを拾ったが、ある理由から「拾っていない」と嘘をついていて...?

## 単行本収録作品
- 嘘つきくすりゆび（全3話）
- 悪彼バンビーノ（2010年『Sho-Comi』本誌5号）
- 悪彼バンビーノ2〜彼女しっかく〜（2010年『Sho-Comi』増刊6月15日号）